# Syrphinae
Las moscas Syrphinae constituyen una de las tres subfamilias de la familia Syrphidae.
Toda las larvas de esta subfamilia se alimentan de pulgones o áfidos. Algunas son generalistas, otras se especializan en ciertos tipos de áfidos. Los de la tribu Pipizini se alimentan de áfidos que forman agallas. Se las considera como valiosos controles biológicos. Los adultos se alimentan de polen y néctar y son polinizadores. El polen es necesario para la producción de huevos. Es un grupo monofilético con más de 1600 especies. La clasificación de las tribus no está muy clara.

## Galería

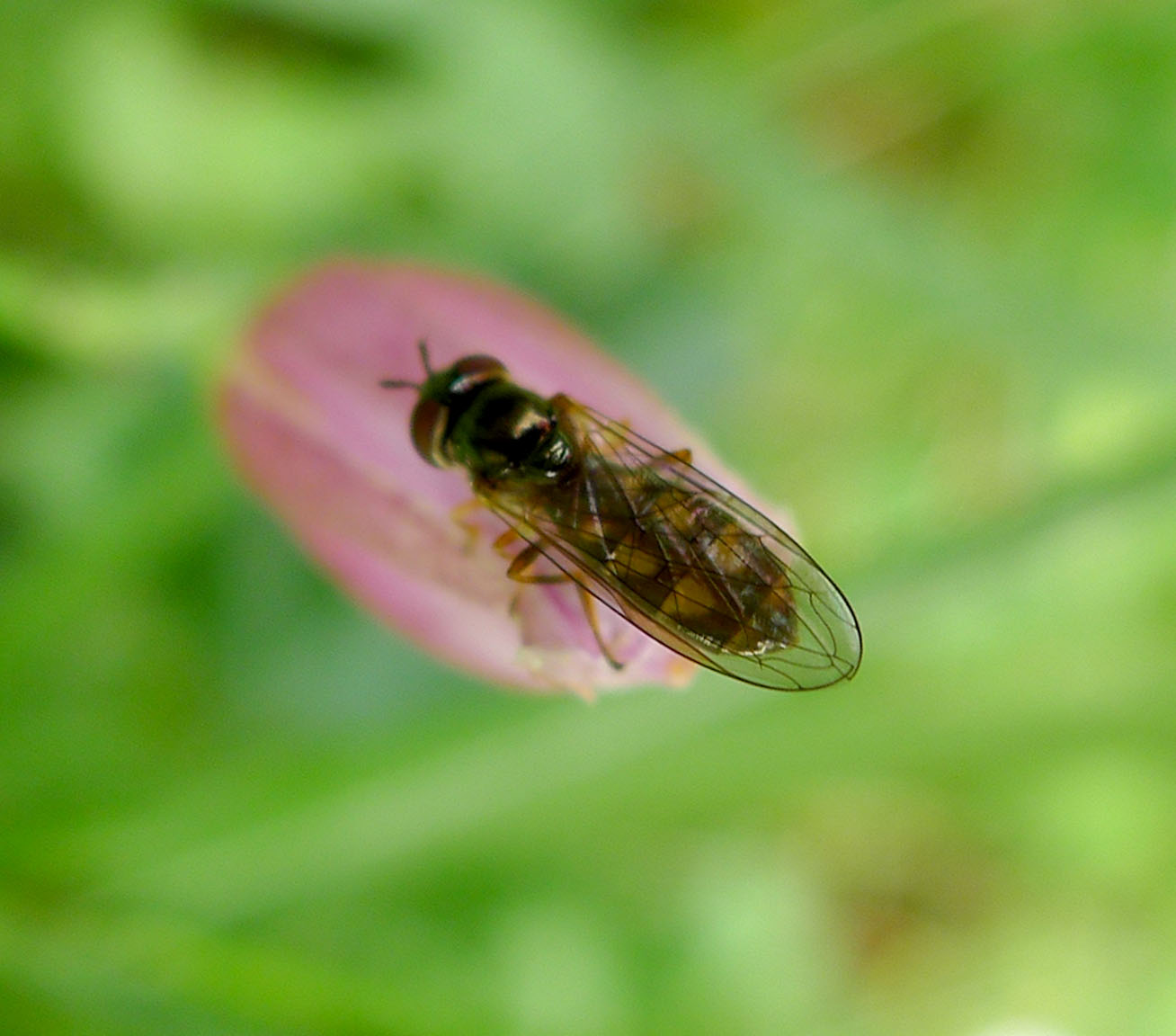
Melanostoma sp.
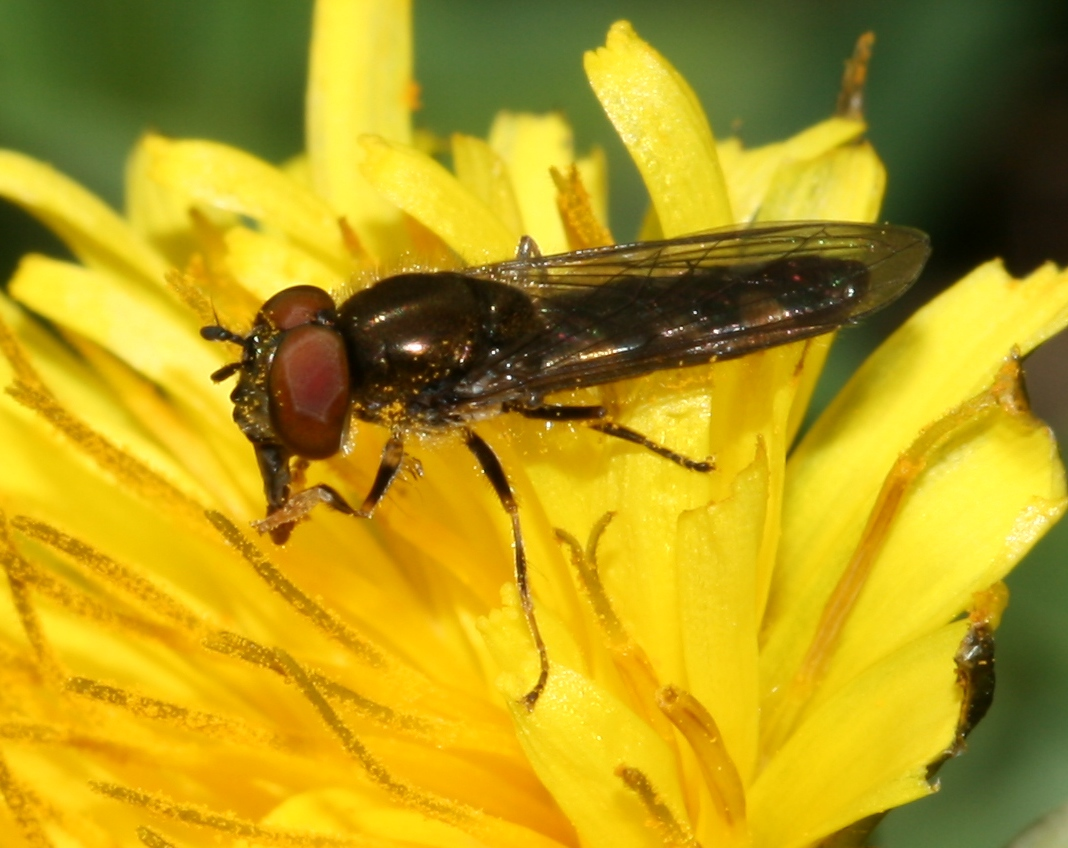
Platycheirus albimanus (macho)
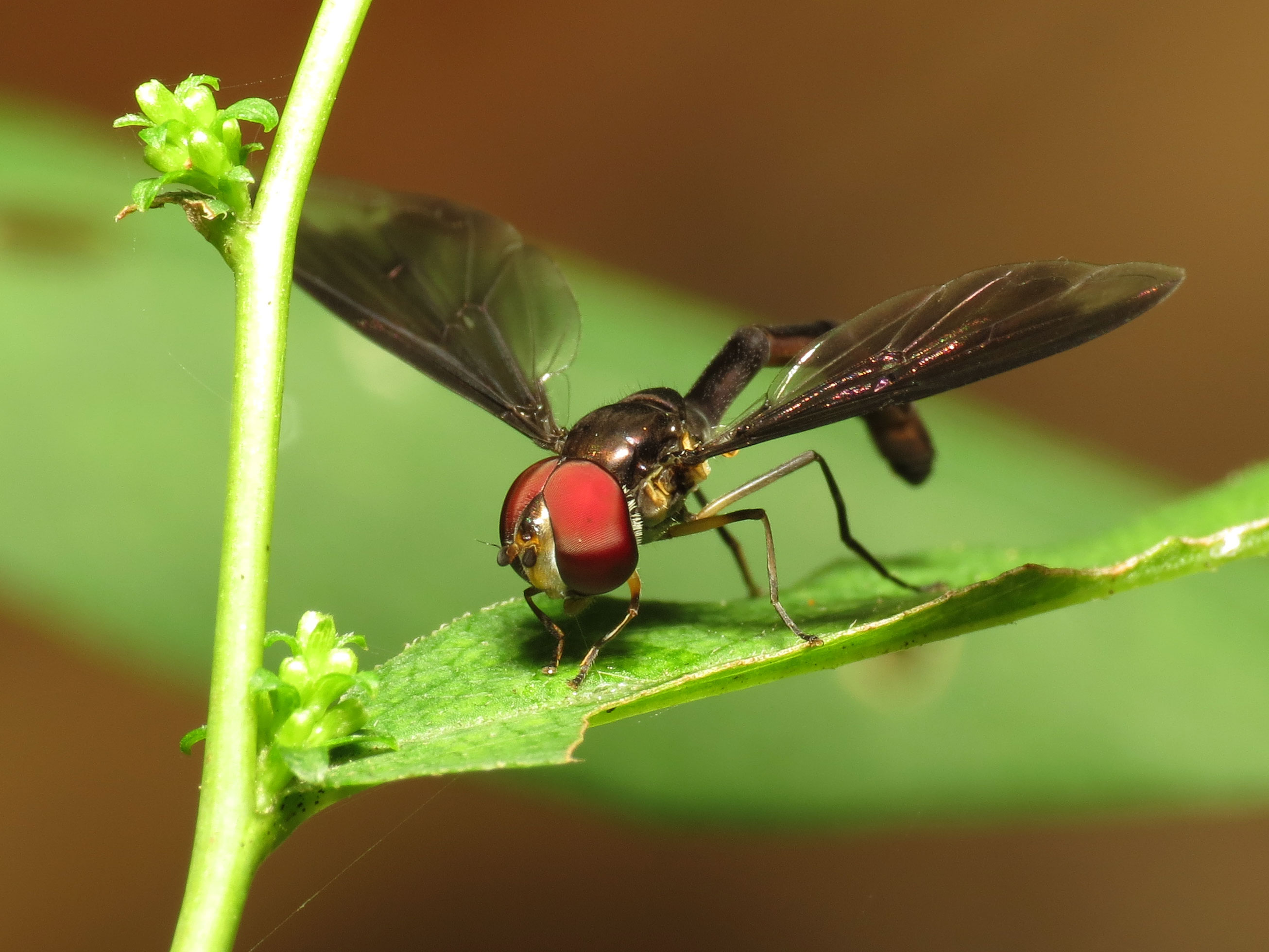
Ocyptamus fuscipennis
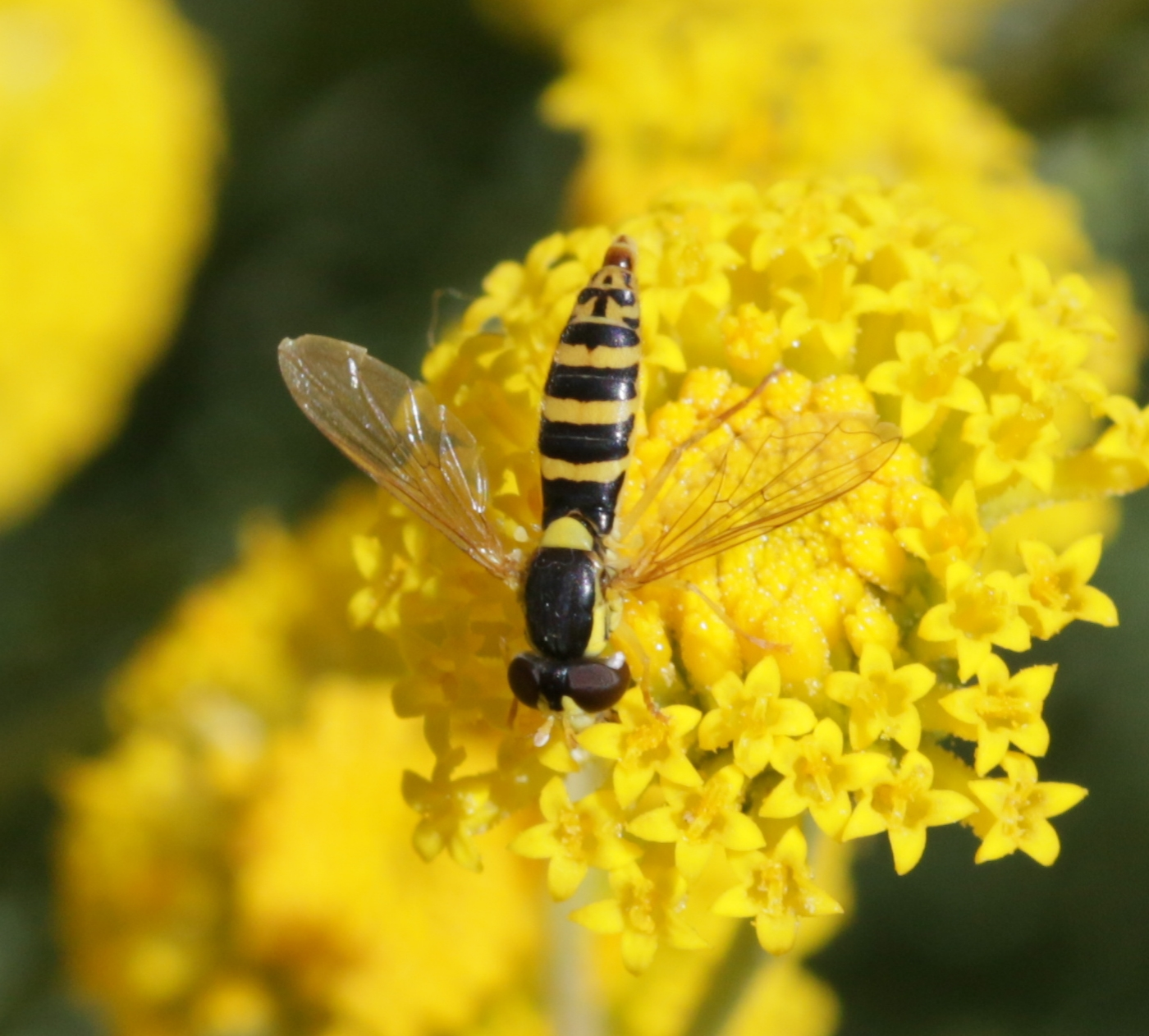
Sphaerophoria sp. (hembra)
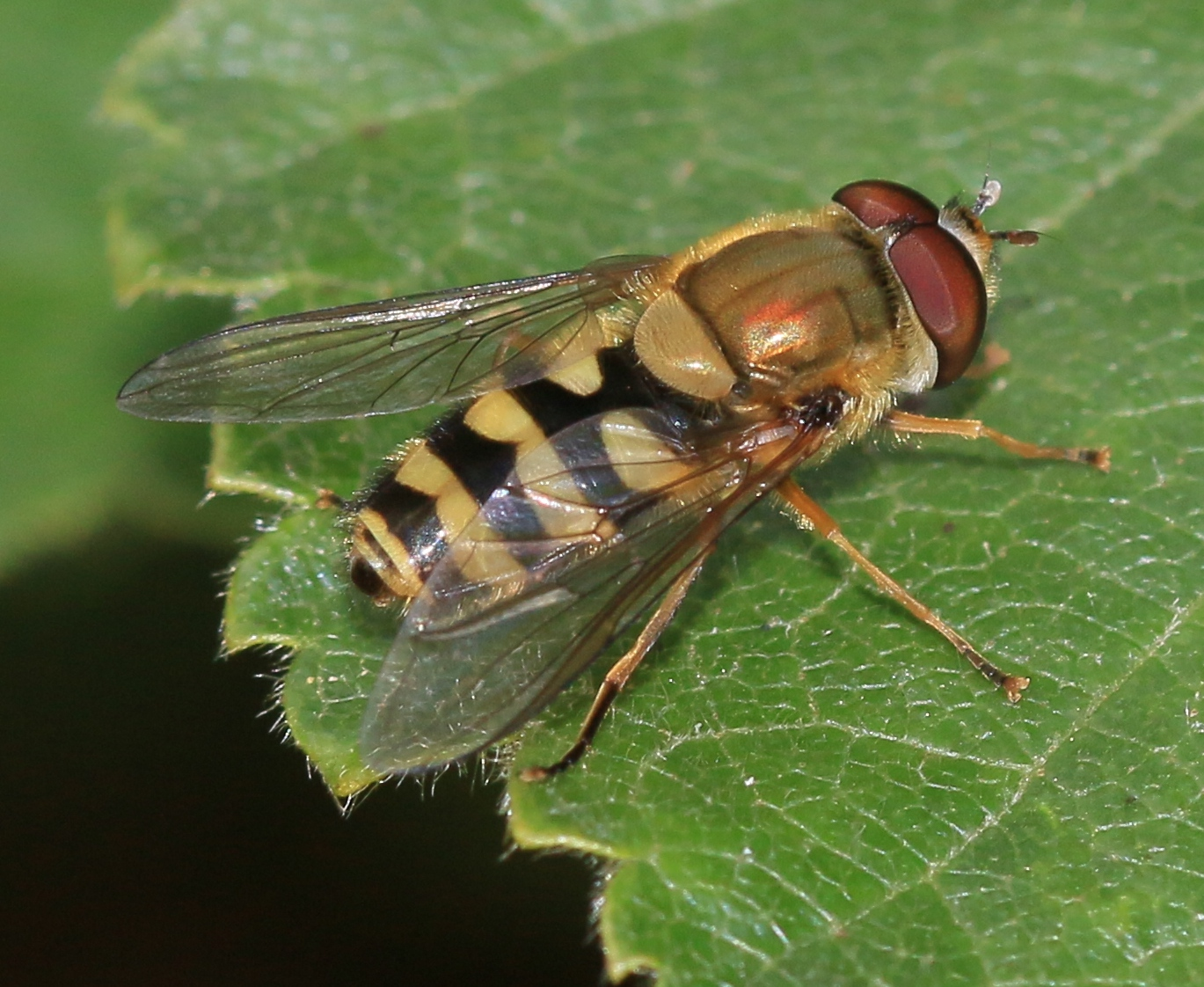
Syrphus sp. (macho)
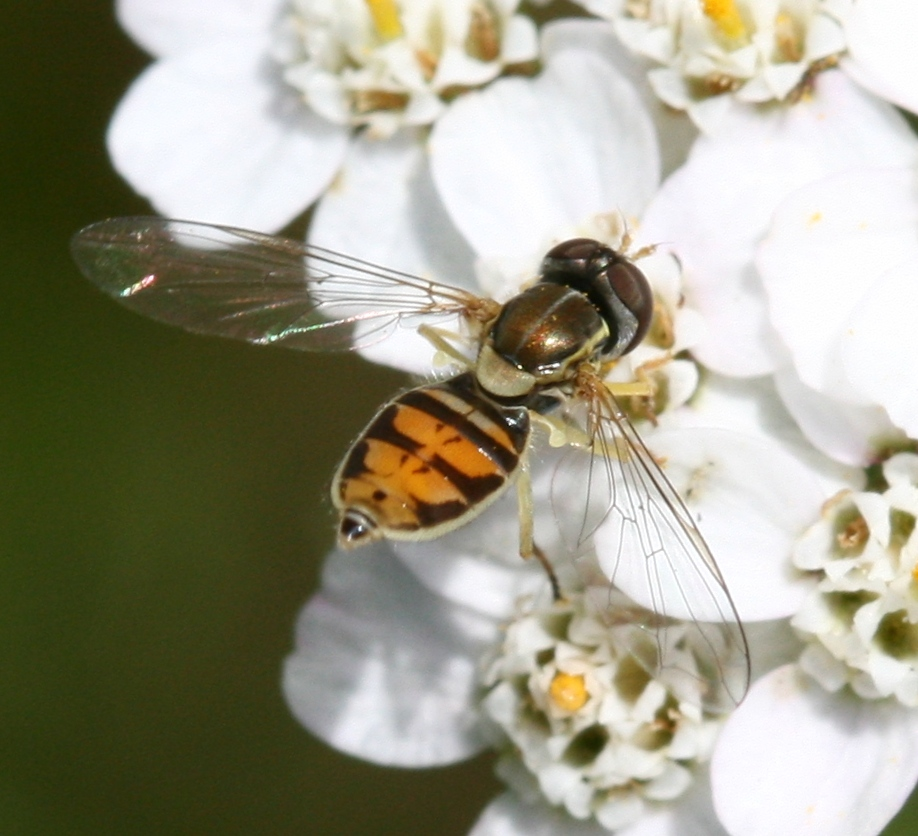
Toxomerus marginatus
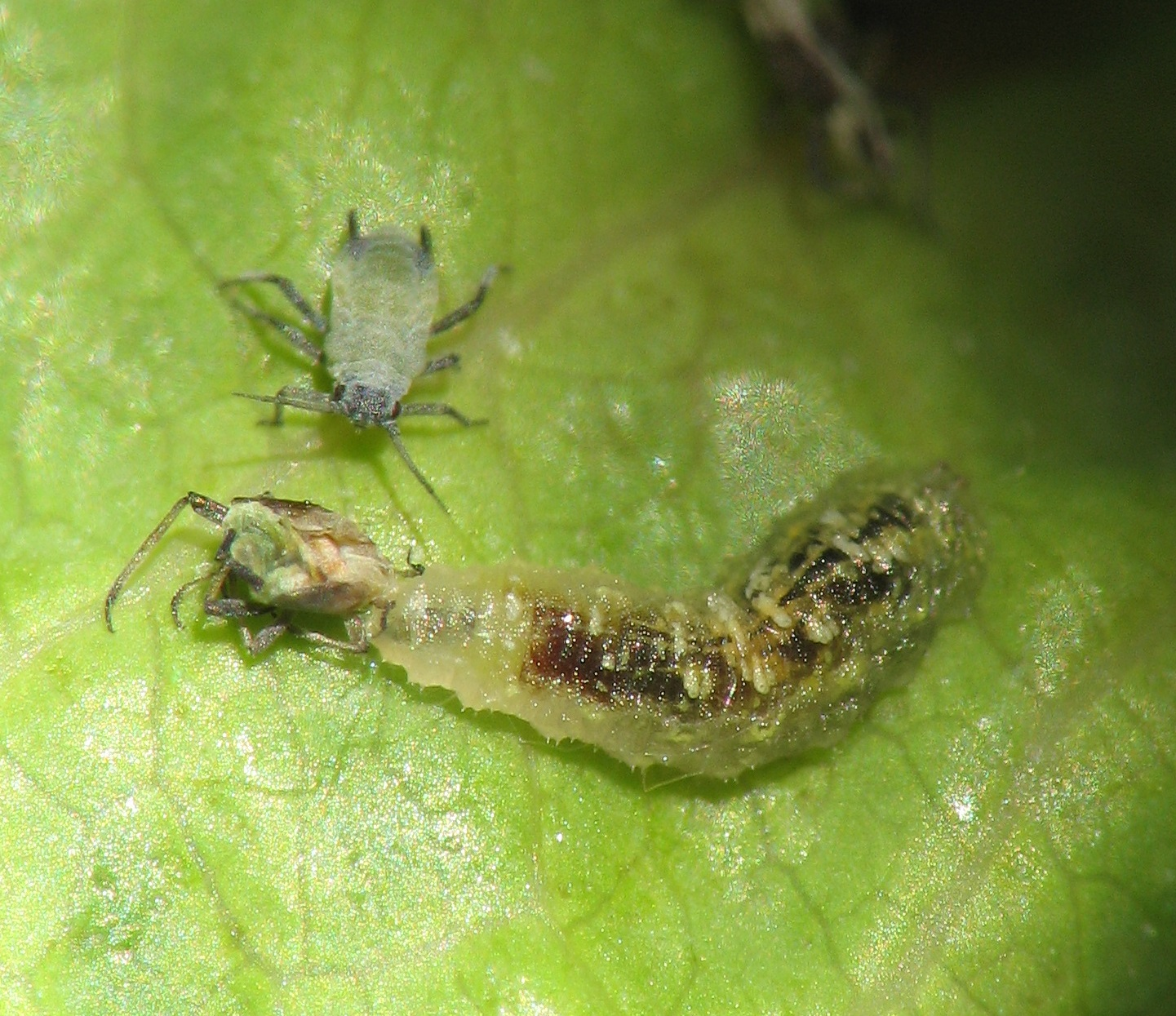
Larva de Syrphus sp. alimentándose de áfidos
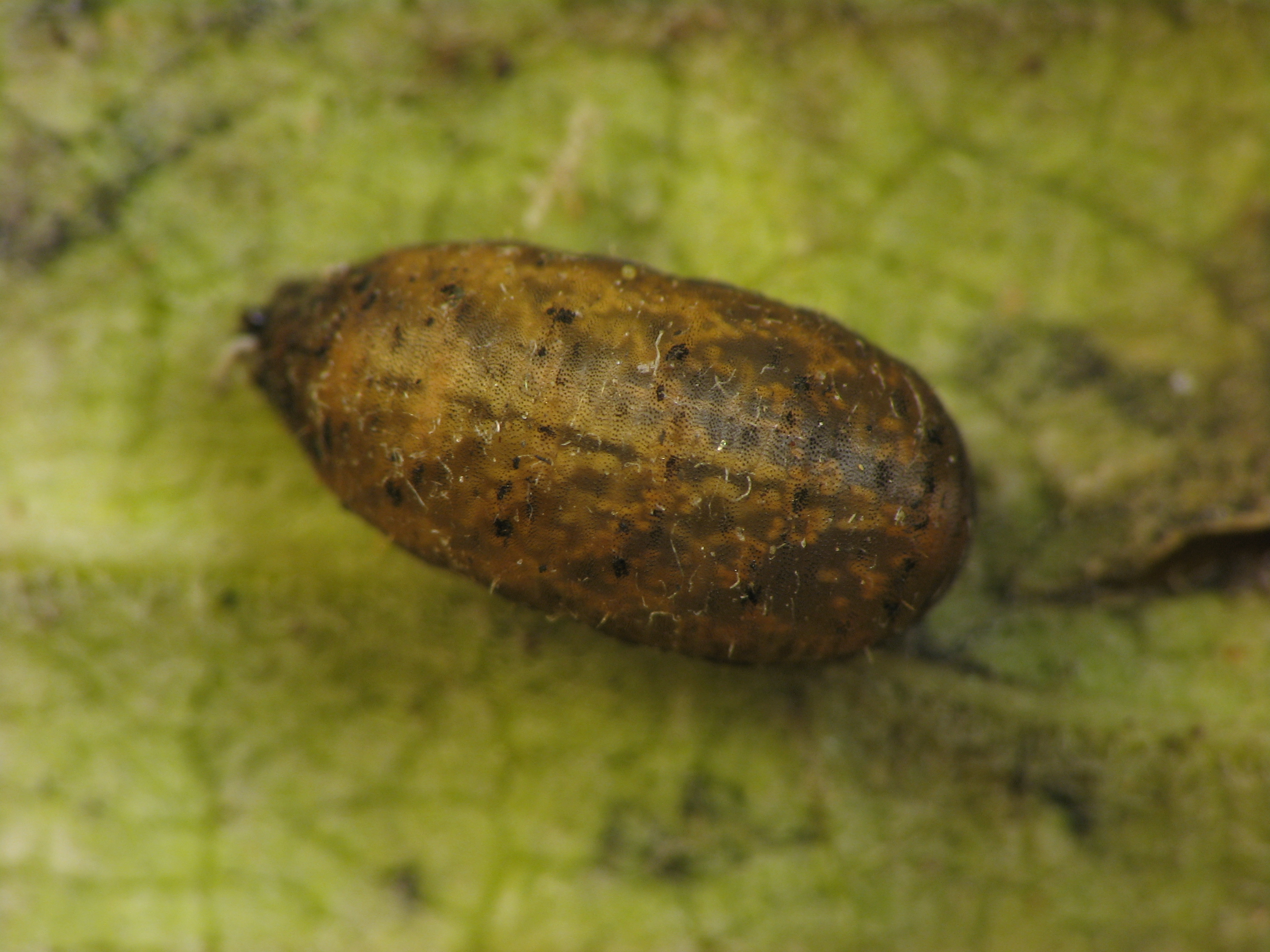
Pupario de Eupeodes americanus